# Glaire-et-Villette
Pour les articles homonymes, voir Villette.
Glaire-et-Villette est une ancienne commune française, située dans le département des Ardennes en région Grand Est.
Elle a existé de 1828 à 1971.

## Géographie
La commune avait une superficie de 3,78 km2.

## Toponymie
Villette : De l'oïl villette, « petite maison des champs », ou « très petite ville ».

## Histoire
Elle a été créée en 1828 par la fusion des communes de Glaire-Latour et de Villette.
Par arrêté préfectoral du 25 juin 1971, elle fusionne, le 1er juillet 1971 avec la commune d'Iges pour former la nouvelle commune de Glaire.

## Politique et administration
| Période                                  | Période | Identité | Étiquette | Qualité |
| ---------------------------------------- | ------- | -------- | --------- | ------- |
| 1876                                     |         | Boizard  |           |         |
| Les données manquantes sont à compléter. |         |          |           |         |

## Démographie
| 1793 | 1800 | 1806 | 1821 | 1831 | 1836 | 1841 | 1846 |
| ---- | ---- | ---- | ---- | ---- | ---- | ---- | ---- |
| 198  | 207  | 199  | 224  | 256  | 279  | 308  | 360  |

| 1851 | 1856 | 1861 | 1866 | 1872 | 1876 | 1881 | 1886 |
| ---- | ---- | ---- | ---- | ---- | ---- | ---- | ---- |
| 355  | lac. | lac. | 348  | 353  | 362  | 376  | 395  |

| 1891 | 1896 | 1901 | 1906 | 1911 | 1921 | 1926 | 1931 |
| ---- | ---- | ---- | ---- | ---- | ---- | ---- | ---- |
| 435  | 442  | 428  | 534  | 553  | 413  | 544  | 579  |

| 1936 | 1946 | 1954 | 1962 | 1968 | - | - | - |
| ---- | ---- | ---- | ---- | ---- | - | - | - |
| 631  | 420  | 479  | 558  | 580  | - | - | - |

Histogramme

(élaboration graphique par Wikipédia)